# Château de Thoiriat
Le château de Thoiriat est situé sur la commune de Crèches-sur-Saône en Saône-et-Loire, au flanc d'une pente dominant le ruisseau de l'Arlois.

## Description
Le château consiste en un corps de logis rectangulaire couvert d'un toit à croupes et flanqué à ses extrémités de deux ailes en retour d'équerre en légère avancée sur ses deux façades. Au centre de chacune des façades, un avant-corps d'une travée est couronné d'un fronton, sculpté d'un cartouche aux armes des Thy. Le seul autre élément décoratif de cet ensemble austère est le balcon de pierre sur consoles sur lequel donne, au premier étage, une porte-fenêtre. Parmi les communs, assez disparates, se trouve un long bâtiment couvert d'un toit brisé percé de lucarnes à ailerons.
Le château, propriété privée, ne se visite pas.

## Historique
Entre le IXe siècle et le milieu du XVIIIe siècle la terre passe entre les mains de multiples seigneurs
En 1749, elle est acquise par Antoine-Alexandre de Thy, chevalier, époux de Christine de La Fage, baronne de Saint-Uriège et en 1779 à côté de la modeste maison forte, en mauvais état, un nouveau château est construit par le fils des précédents, Philibert-Joseph de Thy; l'architecte en serait Jean-Pierre Caristie. Le château, confisqué durant la Révolution est vendu comme Bien national. Les deux tourelles de l'ancienne maison forte sont en partie démantelées, prélude à sa définitive disparition; le bien est acquis par un artisan, Philibert Vacher qui le cède peu après à Jean-Pierre Canard dont les descendants en sont toujours propriétaires

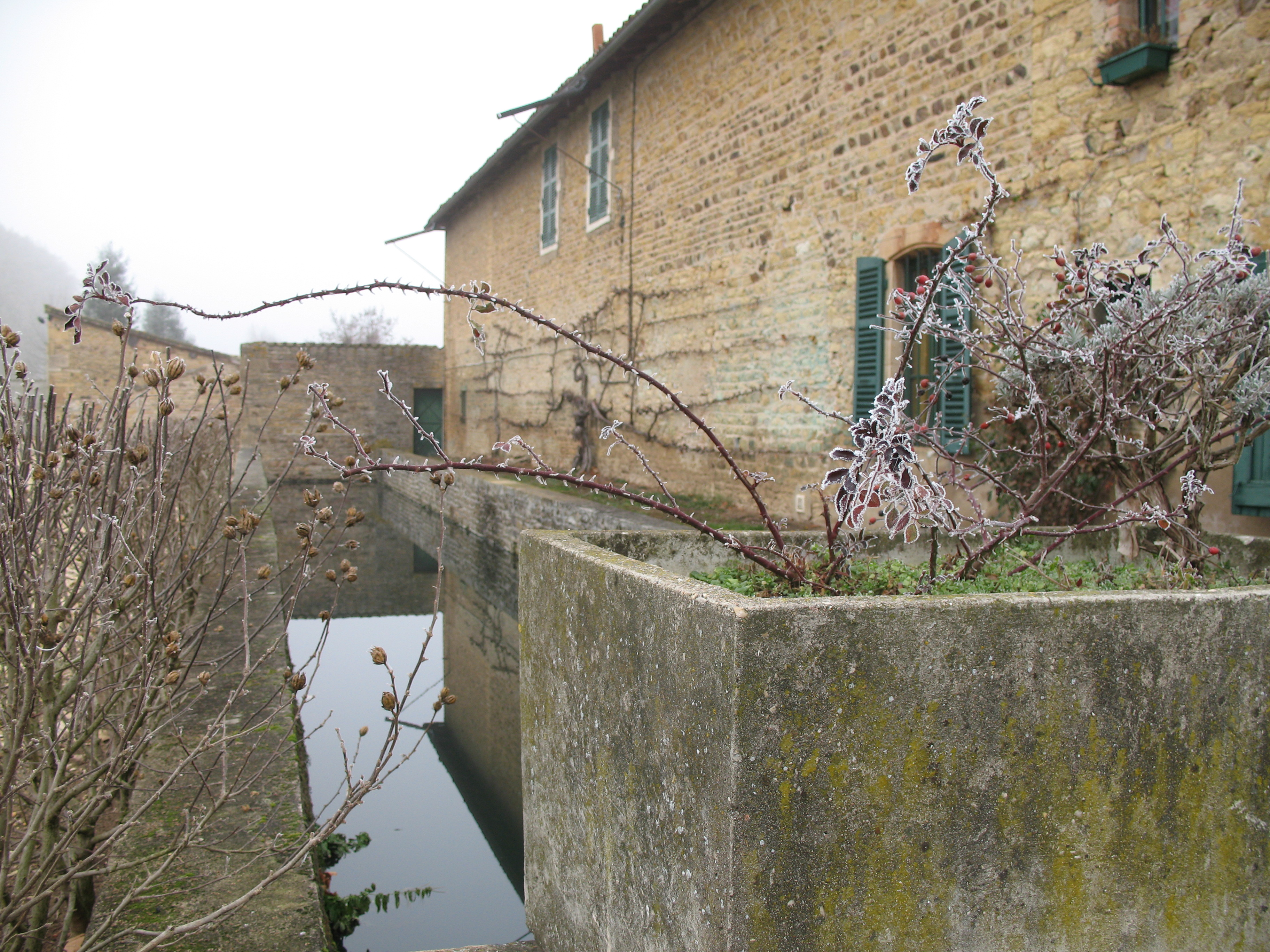
Communs du château de Thoiriat